# غاري جونز (سياسي)
غاري جونز (بالإنجليزية: Gary Johns)‏ هو سياسي أسترالي، ولد في 29 أغسطس 1952 في ملبورن في أستراليا. نشط حزبياً في حزب العمال الأسترالي. وقد انتخب عضو مجلس النواب الأسترالي عن دائرة Division of Petrie ‏ (11 يوليو 1987 – 2 مارس 1996).